# Всехсвятская церковь (Минск)
Всехсвятская церковь (бел. Царква Усіх Святых; полное название — Минский храм-памятник во имя Всех святых и в память о жертвах, спасению Отечества нашего послуживших (бел. Мінскі храм-помнік у гонар Усіх святых і ў памяць аб ахвярах, якія паслужылі выратаванню Айчыны нашай)) — храм Белорусского Экзархата Русской Православной церкви. Освящена 14 октября 2018 г. Архитектор — Лев Погорелов. Высота храма — 72 метра, вместе с крестом — 74. Одновременно храм сможет принять 1200 молящихся. Расположен в Минске, на пересечении улиц Калиновского и Всехсвятской.

## История храма

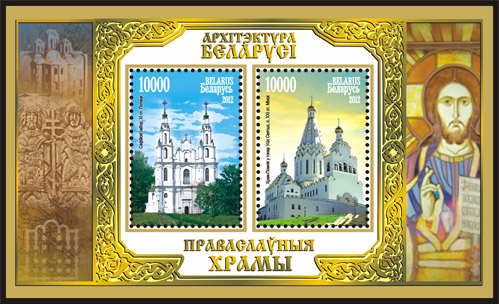
Почтовая марка Республики Беларусь (2012)

Первый камень в основание храма-памятника в 1991 году заложил патриарх Московский и всея Руси Алексий II.
В 1996 году при участии Президента Беларуси Александра Лукашенко и митрополита Минского и Слуцкого Филарета (Вахромеева) здесь была заложена капсула с памятной грамотой с воззванием к потомкам.
В 2005 году был утверждён проект «Храм-памятник в честь Всех Святых и в память безвинно убиенных во Отечестве нашем». Начало строительства храма-памятника — лето 2006 года. Осенью того же года состоялось освящение колоколов, для участия в церемонии приезжал Александр Лукашенко.
В конце 2007 года безымянная улица, на которой находится храм, получила название Всехсвятская: она соединяет кольцевую дорогу со строящимся храмом.
2 октября 2008 года были воздвигнуты купола на храм-памятник. В присутствии высокопоставленных гостей настоятель прихода митрофорный протоиерей Фёдор Повный совершил освящение трёх куполов, которые были вознесены на храм.
2 июля 2010 года в крипте храма-памятника состоялась церемония захоронения останков трёх неизвестных солдат, павших в сражениях трёх войн: Отечественной войны 1812 года, Первой мировой войны и Великой Отечественной войны.
14 октября 2018 года патриарх Кирилл возглавил освящение храма.